# Guadalupepälssäl
Guadalupepälssäl (Arctocephalus townsendi) är en art i familjen öronsälar.

## Utseende
Hannar når en längd av 180 till 200 centimeter och honor blir 120 till 140 centimeter långa. Vikten ligger vid 160 till 170 respektive 45 till 55 kilogram. I kroppens byggnad och färgen liknar de andra sälar i samma släkte. Pälsens färg varierar mellan gulbrun, gråbrun och gråsvart. Hanar har en man av långa hår kring halsen. Vid den spetsiga nosen finns långa vitaktiga morrhår.

## Utbredning
De största kolonierna finns på ön Guadalupe som tillhör Mexiko. Tidigare fanns det troligtvis fler kolonier på andra öar i samma område. En mindre koloni förekommer till exempel på San Benoit Island nära Kaliforniens kust. Utanför parningstiden hittar man denna art även på de kaliforniska Channel Islands.

## Ekologi
Liksom hos andra arter av samma släkte strider hanar vid parningsplatsen om ett revir som ger bästa möjlighet att para sig. Honorna infinner sig mellan juni och augusti och föder ett ungdjur. Parningen sker sju till tio dagar efteråt. Hanarna lämnar sedan kolonin och honorna stannar vid ungarna men fiskar ibland i havet. Efter 7 till 10 månader slutar honan med digivning.
När sälen fiskar dyker den ofta till 50 meter djup. Den fångar främst bläckfiskar och några fiskar.

## Bestånd
Före 1800-talet fanns det uppskattningsvis mellan 20 000 och 200 000 individer på Guadalupe och de andra populationerna var minst lika stora. Under början av 1800-talet dödade jägare varje år tusentals sälar. 1894 trodde man att arten var utdöd, men troligtvis gömde sig några djur i grottor. 1928 blev två individer fångade och överlämnade till San Diegos zoo. Först 1949 fann man åter en vildlevande pälssäl i området och 1954 fanns en ny koloni på Guadalupe. Idag gäller stränga skyddsåtgärder som förbjuder jakt på dem. Det aktuella beståndet (år 1993) uppskattas till 6 000 individer.